# 1926 w sztukach plastycznych
Wydarzenia w sztukach plastycznych i wizualnych w 1926 roku.

## Malarstwo

### Polskie
- Wojciech Kossak

Orlęta - obrona cmentarza – olej na płótnie
- Marek Włodarski

Pan z gramofonem

### Zagraniczne
- Marc Chagall

Trzej akrobaci – olej na płótnie
- Salvador Dalí

Dziewczyna z Ampurdan
Postać na skałach (Śpiąca kobieta)
Kobiety leżące na plaży
Miód jest słodszy niż krew
- Edward Hopper

Niedziela

## Rysunek
- Stanisław Ignacy Witkiewicz

Portret mężczyzny – pastel na papierze, 65x48
Portret Włodzimierza Nawrockiego – pastel na papierze, 100x124
Portret wspólny Marii i Włodzimierza Nawrockich – pastel na papierze, 90x100 cm

## Grafika
- Marc Chagall

Trzej akrobaci – rycina i akwatinta

## Fotomontaż
- Hannah Höch

Miłość

## Urodzeni
- 16 maja - Alina Szapocznikow (zm. 1973), polska rzeźbiarka i graficzka

## Zmarli
- 27 lutego – Olga Wisinger-Florian (ur. 1844), austriacka malarka
- 31 maja - Stanisław Masłowski (ur. 1853), polski malarz
- 14 czerwca - Mary Cassatt (ur. 1844), amerykańska malarka i graficzka
- 28 września - Helen Allingham (ur. 1848), angielska akwarelistka i ilustratorka